# تياجارجا
كاكارلا تياجابراهمام ، (وُلد في 4 من مايو 1767م وتوفي في 6 من يناير 1847م)، ويعرف بTyāgarāju. يُعد تياجايا (Tyagayya) وTyāgarājar أحد أفضل ملحني الموسيقى الكارناتيكية أو موسيقى جنوب الهند الكلاسيكية. وشكل مع أقران عصره ماتوثوامي ديكشيتار (Muthuswami Dikshitar) وسايما تشاستري (Shyama Shastry) مثلث الموسيقى الكارناتيكية (Trinity of Carnatic music). كما يُعرف بأنه الأب الروحي للموسيقى الكارناتيكية. كما كان مُلحنًا بمعنى الكلمة وله دور فعّال في تطور عُرف الموسيقى الكلاسيكية بجنوب الهند. وقام تياجارجا (Tyagaraja) بتلحين آلاف القطع الموسيقية التعبّديّة، معظمها جاء في تعظيم الإله راما (Rama) ومعظمها لا يزال شائعًا حتى في أيامنا هذه. ومن أهم ألحانه التي ينبغي ذكرها بصفة خاصة خمسة ألحان تُسمى انشرتنا كريثيس (Pancharatna Krithis) (وتعني بالإنجليزية: 'الجواهر الخمس') وغالبًا ما يتم تشغليها في البرامج إجلالاً له.

## وصلات خارجية
- تياجارجا على موقع الموسوعة البريطانية (الإنجليزية)
- تياجارجا على موقع ميوزك برينز (الإنجليزية)
- تياجارجا على موقع ديسكوغز (الإنجليزية)

- Website Dedicated to Tyagaraja نسخة محفوظة 21 أغسطس 2019 على موقع واي باك مشين.
- Raga Nattaj على يوتيوب
- Tribute website for Tyagaraja
- http://musicinfoguide.blogspot.com/2007/07/biography-of-sri-thyagaraja-swami.html

The "Thyagaraj Sports Complex" is one of the competition venues for CWG 2010.